# 山本俊自
山本 俊自（やまもと しゅんじ、1954年1月 - ）は、日本のフルート・パーカッション奏者。東京都生まれ。実妹は漫画家の山本まゆりであり、彼女の作品に「兄」として登場したことがある。
ジャンルはクラシック、フリージャズ

## 略歴
- 小学生の時ジャズに興味を持ち、中学で打楽器とフルートを始める。
- 木下延英、荻谷康一にクラシック音楽を、ジャズフルートを小宅珠実、村岡健に師事。パーカッションを今村祐司、日野元彦に師事。
- 1977年よりライブおよびコンサート活動を始める。
- 1979年より、チェロ奏者、翠川敬基とクラシック音楽、ジャズのライブ活動。詩人　白石かずこ、吉原幸子、吉増剛造と現代詩と即興音楽のライブを数多く行う。
- 1979年、不破大輔（現在　渋さ知ラズのリーダー）と、多くのライブコンサートを行う。
- 1981年、キーボード及びヴァイオリン奏者の豊田貴志と共にコンサート、レコード制作を行う。その他、TVドラマ、CMに作曲、オーボエ奏者の真鍋平太郎の呼びかけで参加し、多数演奏。同年より、ファー・イーストファミリー伊藤詳のイメージアルバムのレコードにて作曲と演奏で参加。
- 1985年、つくば科学万博に演奏参加。
- 1988年、宮下智、青山純とともにシナジェティック･ヴォイス･オーケストラを結成し、CDアルバムを発表。同グループでコンサート活動を行う。
- 1989年、横浜博覧会にて、詩人　白石かずこ、吉原幸子と公演。現代邦楽集団3・6・9（みろく）を結成（フルート・琴・パーカッション・シタール・歌）による編成でライヴ活動。同年、フラメンコ界にデビュー。現在まで数多くのフラメンコアーティストと共演。世界でも数少ない、フラメンコフルート奏者として活動している。
- 1999年、斉藤智子（ピアノ）、五十川博史（ベース）と共にトリオを結成、ライブ、コンサート活動を始める。
- 2003年、同トリオのCD『Medias』を発売。
- 2004年、俳優・声優　納谷悟朗演出の舞台、（劇団エコー）『まちのものがたり』で音楽（作曲、演奏）出演。
- 2007年より俳優・納谷悟朗との二人舞台シリーズ『心象風景』を企画公演。演目は『山月記』。2008年4月には『ゆきおんな』を公演。